# Хафтар, Халифа
Хали́фа Белкасим Ха́фтар (араб. خليفة بلقاسم حفتر‎; род. 1943, Адждабия, Ливия) — ливийский военный деятель. Палатой представителей Ливии назначен фельдмаршалом (2016) и верховным главнокомандующим Ливийской национальной армии.
Хафтар описывается как самый сильный военачальник Ливии, сражавшийся как за, так и против практически каждой значительной группировки, принимавшей участие в конфликтах с участием Ливии, и обладающий непревзойдённым военным опытом.
Правительством национального согласия Ливии объявлен военным преступником.
В ноябре 2021 года Халифа Хафтар выдвинул свою кандидатуру на несостоявшихся президентских выборах.

## Биография
Родился в 1943 году в Адждабии, принадлежит племени аль-Фарджани. Окончил Академию Военного университета в Бенгази.
В 1969 году, будучи 26-летним кадетом, Халифа Хафтар участвовал в устроенном Муаммаром Каддафи перевороте, свергнувшем монархию, и в конце концов стал одним из высших офицеров и главных приближённых лидера Ливии. «Он был мне сыном. А я ему был как духовный отец» — сказал Каддафи в одном из интервью.
Он был членом Совета революционного командования, который управлял Ливией сразу же после переворота.
Хафтар учился в СССР: в 1977—1978 гг. он окончил высшие офицерские курсы «Выстрел», а в 1983 году был слушателем курсов в Академии имени М. В. Фрунзе и, как и многие арабские высшие офицеры того времени, знает русский язык.

### Военная служба
Командовал ливийскими солдатами, поддерживавшими египетские войска на оккупированном Израилем Синае в 1973 году. Как и другие члены свободных офицеров (хунта, свергнувшая монархию), Хафтар был секуляристом и насеристом.
В 1987 году, когда Ливия воевала с Чадом за стратегически важный участок границы, полковник Хафтар стал главнокомандующим. Однако база ливийцев была разгромлена: солдаты Чада убили тысячи солдат, захватив в плен самого Хафтара и 400 его подчинённых. При этом Каддафи ранее подписал соглашение о выводе всех ливийских войск из Чада, поэтому операция Хафтара была нарушением этого соглашения. После этого поражения Муаммар Каддафи публично отрёкся от пленных. К тому же Хафтар мог бы вернуться в Ливию как герой и тем самым создать угрозу самому режиму Каддафи. Разъярённый Хафтар порвал все связи с Каддафи и призвал своих людей помочь ему в подготовке государственного переворота.
В 1988 году он наладил контакты с Национальным фронтом спасения Ливии — оппозиционной организацией, базирующейся в Чаде. Вскоре после этого Хафтара выпустили из тюрьмы. После прекращения связей с режимом Каддафи, Хафтар получил возможность организовать на средства ЦРУ собственные вооружённые силы на территории Чада. Он планировал вторжение в Ливию, но Каддафи его упредил, устроив в 1990 году в Чаде переворот. ЦРУ пришлось эвакуировать генерала и 350 сторонников в Заир, затем в Кению, и, наконец, в США. Отдельные источники сообщают о его связях с ЦРУ[прояснить].
В 1990-х гг. Хафтар получил американское гражданство, поселился в Виенне, штат Виргиния и прожил там 20 лет. Какое-то время он сотрудничал с ЦРУ и Фронтом спасения Ливии, разрабатывая заговор по свержению Каддафи. В 1996 году Хафтар попытался возглавить восстание в горах южной Ливии, но оно потерпело неудачу; часть людей была схвачена и казнена.
После вторжения США в Ирак в 2003 году Каддафи, до того один из самых лютых врагов Америки, согласился отказаться от программы по разработке ядерного оружия и сделал шаги к сближению с Вашингтоном. В ЦРУ потеряли интерес к Хафтару.

### На гражданской войне
В марте 2011 года, после начала гражданской войны в Ливии, Хафтар отправился в Бенгази. Военный представитель революционеров сообщил, что Хафтар присоединился к революции и назначен командующим, но в Переходном национальном совете (ПНС) это опровергли. В апреле 2011 года командующим вооружённых сил революционеров был Абдул Фатах Юнис, его помощником был Омар Эль-Харери, являющийся командующим штаба, а Хафтар стал третьим среди старшего командного состава, командующим сухопутными силами в звании генерал-лейтенанта. Не найдя поддержки, Хафтар вернулся в США.
В июле 2012 года в Ливии прошли так называемые «первые демократические выборы» (на которые не были допущены сторонники политической линии Каддафи) во Всеобщий национальный конгресс, где победу одержала широкая коалиция либералов и центристов.
Хотя исламисты проиграли выборы, они нашли другой путь во власть. В мае 2013 года они призвали парламент принять закон, запрещающий бывшим членам правительства Каддафи занимать государственные должности, в результате чего им удалось нейтрализовать несколько ключевых противников.

### Попытка госпереворота
14 февраля 2014 года Хафтар попытался устроить государственный переворот, объявив в выступлении по телевидению о роспуске парламента и создании «президентского комитета» и кабинета, которые будут править страной до новых выборов, хотя было непонятно, как ему удастся реализовать свои намерения. Хафтар ездил по стране, встречаясь с людьми и втайне организуя свою армию с помощью прежних сослуживцев.

### Операция «Достоинство Ливии»
16 мая 2014 года Хафтар объявил о начале наступления на группировки радикальных исламистов в Бенгази, под кодовым названием «Достоинство Ливии». Наступление Хафтара приветствовали многие ливийцы, недовольные хаосом, царящим в стране. Парламент согласился созвать новый законодательный орган, Палату представителей. На июньских выборах исламисты снова потерпели поражение, но, прежде чем новый парламент сумел собраться, боевики при поддержке отряда из Мисураты атаковали международный аэропорт Триполи, пытаясь отбить его у сил Хафтара. Здание аэропорта было разрушено, самолёты уничтожены, погибли около 100 человек.
В ходе боев в Триполи противоборствующие группировки окончательно оформились. Сражавшаяся против Хафтара, группировка «Рассвет Ливии» — это сложная коалиция из бывших джихадистов «Аль-Каиды», воевавших против Каддафи ещё в 1990-е годы, ополченцев берберских племён, членов ливийской ветви «Братьев-мусульман» и сети торговцев из Мисураты. Армия Хафтара состоит в основном из бывших солдат Каддафи, ополчений племён запада и юга страны и сторонников федерализации, пытающихся добиться автономии для восточной части Ливии. Армия Хафтара получает оружие и финансирование из Египта, от Саудовской Аравии и ОАЭ и поддерживается Россией. Исламисты, в свою очередь, опираются на Катар и Турцию.
Исламисты настаивали, что единственной законной властью является Всеобщий национальный конгресс, а не Палата представителей, перебравшаяся в Тобрук в 1300 километрах к востоку от Триполи, и провозгласившая себя «истинным правительством» Ливии. Ливийское государство фактически распалось на ряд воюющих между собой территорий.
6 января 2016 года правительство в Тобруке заключило соглашение с правительством Фаиза Сараджа о формировании военного совета во главе с Халифой Хафтаром. Таким образом, ливийский спецпосланник ООН Мартин Коблер нарушил условия Схиратского соглашения, по которому все военные должности после формирования правительства должны быть не заняты.
От базирующейся в Тобруке Палаты представителей Ливии Хафтар получил звание сначала 3 марта 2015 года генерал-лейтенанта, а затем 15 сентября 2016 года фельдмаршала.
27 ноября 2016 года маршал Халифа Хафтар прибыл в Москву и провёл переговоры с главами оборонного и внешнеполитического ведомств России Сергеем Шойгу и Сергеем Лавровым, соответственно. До этого глава Ливийской национальной армии (ЛНА) посетил Россию в июне того же года. Тогда он встретился с министром обороны РФ Сергеем Шойгу и секретарём Совета безопасности Николаем Патрушевым.
В январе 2017 года, продвигаясь на юг Ливии, силы Хафтара столкнулись с силами, лояльными Правительству национального единства (ПНС), которое Хафтар не признаёт. Это вызвало беспокойство в ООН и на Западе. По словам фельдмаршала, после того как под натиском его войск падёт Бенгази, он начнёт борьбу против экстремистов из Дерны, используя против них все средства. У генерала в отличие от исламистов есть собственные ВВС.
11 января 2017 года Халифа Хафтар посетил тяжёлый авианесущий крейсер (авианосец) «Адмирал Кузнецов», где встретился с вице-адмиралом Виктором Соколовым и принял участие в видеоконференции с министром обороны С. Шойгу.
В марте Ливийская национальная армия (ЛНА) в ходе спецоперации вернула приморские города Рас-Лануф и Эс-Сидр, где располагаются два важных нефтяных терминала, которые контролировались исламистскими «Бригадами обороны Бенгази». Кроме того, как сообщили источники Рейтер, в египетском городе Сиди-Баррани в 100 км от ливийской границы были замечены российские силы спецопераций и беспилотники. В Триполи произошли столкновения вооружёнными формированиями с применением бронетехники, в том числе танков.
В начале июля Хафтар объявил о полном освобождении от террористических группировок второго по значимости города Ливии — Бенгази после двух лет боёв. По словам Хафтара, на уровне Ливии война с терроризмом завершится лишь после полного выкорчёвывания его с территории страны.

### Политическое урегулирование кризиса
2 мая 2017 года в столице ОАЭ Абу-Даби состоялась долгожданная встреча между главой Правительства национального единства Фаизом Сараджем и фельдмаршалом Халифой Хафтаром, поддерживающим так называемое «восточное» правительство в Тобруке. Палата представителей, сменившая в начале августа 2014 года Всеобщий национальный конгресс, не признаёт власть центрального правительства в Триполи, которое поддерживают Запад и мировое сообщество. Россия контактирует со всеми участниками конфликта в Ливии, но отдаёт предпочтение Хафтару.
Сарадж встречался с Хафтаром лишь один раз в январе 2016 года. Под давлением ООН, мирового сообщества и арабских соседей главы конфликтующих правительств должны были встретиться в феврале 2017 года в Каире. Встреча, организованная египетским президентом Ас-Сиси, не состоялась в последний момент, так как Хафтар отказался приезжать на переговоры об изменении Схиратского соглашения 2015 года, которое лишает его политического будущего, несмотря на то, что Ливийская национальная армия, созданная из остатков армии Каддафи и ряда военизированных организаций, контролирует большую часть страны. Переговоры прошли в Абу-Даби в закрытом режиме. На следующий день участники переговоров опубликовали заявления, где обещали разрядить напряжённую обстановку на юге Ливии, вместе бороться с терроризмом и пытаться объединить страну. В заявлении администрации Сараджа говорится, что главной задачей встречи с маршалом Хафтаром были поиски путей «достижения мирного решения ливийского кризиса», также подчёркивалась необходимость сохранения и укрепления достижений Февральской революции, создания единой армии под контролем гражданских лиц, борьбы с терроризмом, снижения эскалации насилия на юге и принятия всех возможных мер по мирной передаче власти. В заявлении восточных властей делается упор на вопросы, связанные с армией, причём, как на её укрепление, так и на защиту, а также подчёркивается необходимость внесения изменений в Ливийское политическое соглашение. По некоторым данным, стороны договорились провести в начале 2018 года парламентские и президентские выборы. Сам Хафтар при этом не скрывает своих президентских амбиций. Якобы было достигнуто соглашение о сокращении численности Президентского совета с 9 до 3 человек. Одним из них должен быть спикер парламента в Тобруке, то есть Агила Салах Иса; второй — главнокомандующий ливийскими вооружёнными силами, а третий — глава Правительства национального единства.
25 июля 2017 года в Париже при посредничестве президента Франции Эмманюэля Макрона и спецпосланника ООН по Ливии Хасана Саламе состоялась вторая встреча Хафтара и Сараджа. Им удалось договориться об установлении режима прекращения огня, а также о проведении в Ливии общенациональных выборов весной 2018 года. В это же время Италия по просьбе ПНЕ отправила свои военные корабли для поддержки ливийских сил береговой охраны. В Триполи, Тобруке, Бенгази стали собираться люди, призывавшие ПНЕ уйти в отставку. Палата представителей осудила действия Италии, а фельдмаршал Хафтар обвинил Сараджа в безответственном поведении и приказал своим силам быть готовыми противостоять «иностранному вторжению». Хафтар предложил себя в качестве основного гаранта сокращения потока беженцев в Европу.
14—15 августа 2017 года в Москве прошли очередные переговоры с С. Лавровым и С. Шойгу, где обсуждался вопрос военной помощи РФ Ливии. Командующий рассказал, что Ливийская национальная армия (ЛНА) освободила от террористов 90 % территории страны. Бои закончились объявлением об освобождении Бенгази и взятием под контроль армией всех нефтяных месторождений, нефтяных портов и военных баз в стране. Лавров поддержал настрой Хафтара на достижение договорённостей с главой правительства национального согласия Ф. Сараджем.

### Наступления на Триполи
4 апреля 2019 года командующий Ливийской национальной армией (ЛНА) маршал Халифа Хафтар приказал войскам начать наступление на столицу страны Триполи. В своём обращении к армии Хафтар сказал, что «настало время освободить Триполи… освободить от боевиков и террора». Маршал приказал обеспечить безопасность иностранцев в Триполи и не стрелять в мирных граждан. Также он призвал жителей столицы «сложить оружие и поднять белый флаг».
Наступление на Триполи началось в преддверии Ливийской национальной конференции, намеченной на 14—16 апреля в Гадамесе, расположенном на стыке границ Ливии, Алжира и Туниса, и направленной на преодоление кризиса в стране и состояния двоевластия. В ней должны принять участие делегаты всех противоборствующих сторон, чтобы составить план объединения разрозненных государственных институтов и проведения общенациональных президентских и парламентских выборов, необходимость в которых была утверждена ещё в мае 2018 года. В итоге конференция была перенесена на неопределённый срок.
ПНС потребовало арестовать Халифу Хафтара. Глава правительства в Триполи обвинил командующего ЛНА в предательстве и попытке переворота. Он также заявил, что все участники наступления на столицу предстанут перед ливийскими и международными судами.
Наступление на Триполи, с переменным успехом, продолжалось и в 2019 году. Отчасти неуспех наступления объяснялся тем, что Хафтар не решился применять в Триполи массированные неизбирательные бомбардировки, как он это делал ранее, поскольку в Триполи, в отличие от селений Западной Ливии, крайне высокая плотность населения. Впрочем, по мере того как наступление всё больше начало вязнуть, интенсивность ракетно-бомбовых ударов, в том числе по гражданским кварталам, возросла.

## Здоровье
11 апреля 2018 года французская газета «Le Monde» сообщила, что в Бенгази Хафтар перенёс инсульт и находится в коме. Фельдмаршал был доставлен в больницу иорданского Аммана, а позднее в клинику Парижа. Издание «Middle East eye» со ссылкой на европейского дипломата сообщило, что у Хафтара рак лёгких, который метастазировал в мозг. Анонимные врачи подтвердили интернет-изданию Middle East Eye информацию об инсульте, из-за которого военачальник лишился речи. Уже 13 апреля в СМИ появилась информация о кончине командующего войсками Ливии. Однако информация о смерти не подтвердилась и 26 апреля Халифа Хафтар вернулся в Бенгази.